# Idioma jeseri
Jeseri (también conocido como Dweep Bhasha) es un idioma, hablado en el territorio de la unión de Laquedivas en India. 
La palabra 'Jeseri' deriva de la palabra árabe Jazari. (جزري) que significa 'isleño' o 'de isla'. Se habla en las islas de Chetlat, Bitra, Kiltan, Kadmat, Amini, Kavaratti, Androth, Agatti, y Kalpeni, en el archipiélago de Laquedivas. Cada una de estas islas tiene su propio dialecto.  Los dialectos son similares al Arabi Malabar, un dialecto tradicional hablado por la comunidad Mappila de Costa de Malabar.
El idioma Jasari es un idioma de la Lenguas drávidas.[cita requerida]

## Fonológia
La fonología es similar al dialecto continental del antiguo malayalam, pero con ciertas diferencias notables
Las vocales cortas iniciales, especialmente la 'u', pueden desaparecer.  Por ejemplo: rangi (Mal. urangi) - dormido, lakka (Mal. ulakka) - mortero.
En cuanto a las consonantes, destacan las siguientes diferencias:
1. Ch inicial en malayalam continental, se convierte en sh: sholli (mal. (antiguo) cholli) - dijo.
2. P inicial en malayalam continental, se convierte en f: fenn (Mal. pennu) - niña.
3. V inicial en malayalam continental, se convierte en b: buli/ bili (Mal. vili) - llamada.

## Gramática
La gramática muestra similitudes con el antiguo malabar continental.

### Sustantivos

#### Finales de casos
Las terminaciones de caso para sustantivos y pronombres son generalmente las siguientes:
- Nominativo: nil;
- Acusativo: a, na
- Genitivo: aa, naa, thaa;
- Dativo: kk, n, oon;
- Comunicativo: oda, aa kooda, naa kooda;
- Instrumental: aa kond, naa kond;
- Locativo: nd, naa ul, l (only in traces);
- Ablativo: nd;
- Vocativo: e, aa;

#### Pronombres
|             |             |             | singular | plural            |
| ----------- | ----------- | ----------- | -------- | ----------------- |
| 1.ª persona | exclusivo   | exclusivo   | naan     | nanga             |
| 1.ª persona | inclusivo   | inclusivo   | naan     | noo, namma, laaba |
| 2.ª persona | 2.ª persona | 2.ª persona | née      | ninga             |
| 3rd persona | próximo     | masculino   | ben      | iba               |
| 3rd persona | próximo     | femenino    | bel      | iba               |
| 3rd persona | próximo     | neutro      | idh      | iba               |
| 3rd persona | remoto      | masculino   | on       | aba               |
| 3rd persona | remoto      | femenino    | ol       | aba               |
| 3rd persona | remoto      | neutro      | adh      | aba               |

- thaan: ser;

### Verbos
Las conjugaciones de verbos son similares al Malayalam continental.
Aquí se ilustra el verbo 'kaanu', que significa 'ver', al igual que en el malayalam continental.
Hay tres tiempos simples.
1. Presente: el sufijo agregado soy yo (principalmente días);  entonces kaanunna/kaanunda - ve, es ver.
2. Pasado: la raíz del verbo puede cambiar como en malayalam continental.  Para "kaanu", el pasado es kanda - saw.
3. Futuro: el sufijo agregado es 'um' Entonces, 'kaanum' eso - ya veremos.

Los negativos de estos tiempos muestran algunas diferencias:
1. Para el tiempo presente, el negativo se forma añadiendo vela (ppela para algunos verbos) a la raíz. No sólo eso, un negativo presente también puede funcionar como un negativo futuro.  Entonces, kaanuvela - no ve, no ve, no verá.
2. Para el tiempo pasado, el negativo se forma añadiendo ela a la raíz del pasado. Entonces, la vela no la vio, no la vio.
3. Para el tiempo futuro, se puede utilizar el antiguo sufijo poético malayalam 'aa' (kaana).

Las formas interrogativas se forman con el sufijo 'aa' con algunos cambios.
Entonces, kaanundyaa (¿ve/ve...?) para kaanunda (ve), kandyaa (¿vio...?) para kanda (vio), y kaanumaa/kaanunaa/kaanungaa (¿verá...?) para kaanum (veremos).